# Orichiw
Orichiw (ukr. Оріхів) – miasto na Ukrainie w rejonie połohowskim, obwodzie zaporoskim, dawna siedziba władz rejonu orichiwskiego, zlikwidowanego w wyniku reformy administracyjno-terytorialnej 19 lipca 2020. Ośrodek przemysłu spożywczego.